# 904 (numero)
Novecentoquattro (904) è il numero naturale dopo il 903 e prima del 905.

## Proprietà matematiche
- È un numero pari.
- È un numero composto con 8 divisori: 1, 2, 4, 8, 113, 226, 452, 904. Poiché la somma dei suoi divisori (escluso il numero stesso) è 806 < 904, è un numero difettivo.
- È un numero rifattorizzabile in quanto divisibile per il numero dei propri divisori.
- È un numero congruente.
- È un numero felice.
- È un numero poligonale centrale.
- È un numero palindromo e un numero ondulante nel sistema posizionale a base (15) (404) e in quello a base (17) (323).
- È un numero malvagio.
- È parte delle terne pitagoriche   (120, 896, 904), (678, 904, 1130), (904, 1695, 1921), (904, 12753, 12785), (904, 25530, 25546), (904, 51072, 51080), (904, 102150, 102154), (904, 204303, 204305).

## Astronomia
- 904 Rockefellia è un asteroide della fascia principale del sistema solare.
- NGC 904 è una galassia ellittica della costellazione dell'Ariete.

## Astronautica
- Cosmos 904 è un satellite artificiale russo.